# Transports publics de la région lausannoise
A Transports publics de la région lausannoise (rövidítve: TL) a svájci Lausanne városát, valamint annak agglomerációját kiszolgáló közlekedési vállalat. Székhelye a Vaud kantonbeli Renens.

## Tevékenysége
A vállalat 10 trolibuszjáratból, 25 hagyományos buszjáratból és két metróvonalból álló hálózatot üzemeltet, több mint 290 jármű igénybe vételével (2012). Rugalmas közlekedési rendszert is működtet igény szerint.

## Galéria

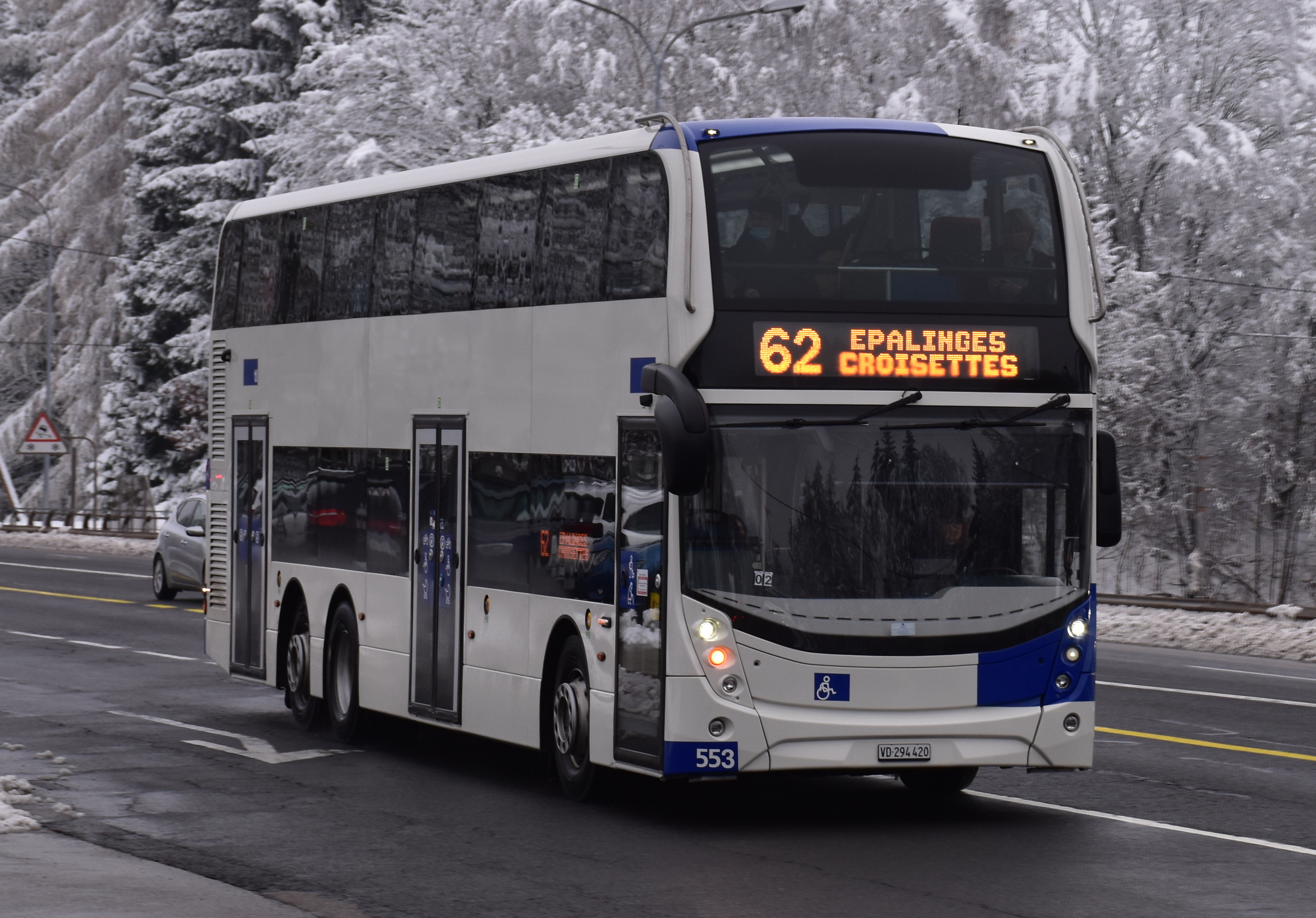
Alexander Dennis Enviro500 MMC a 62-es járaton
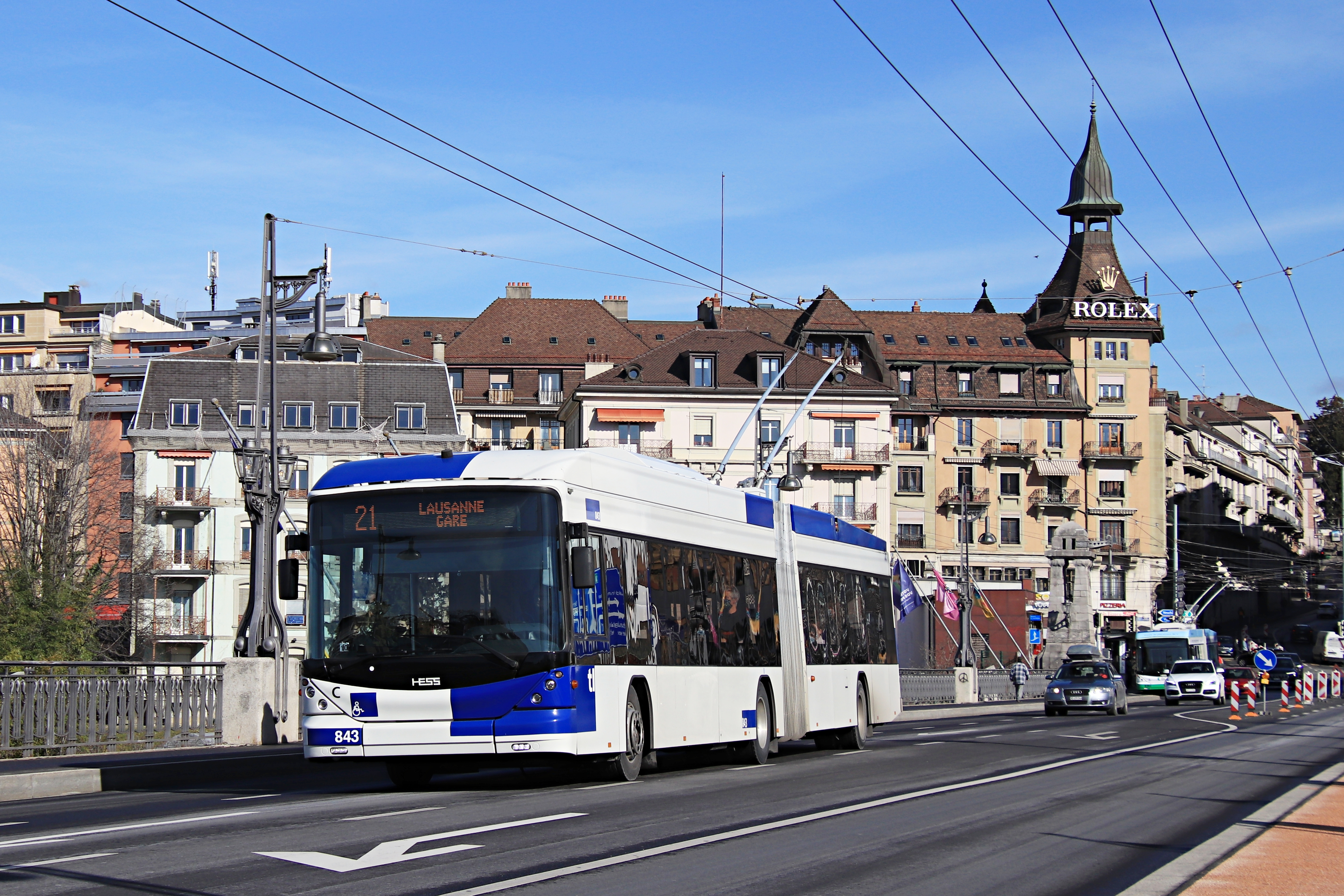
TL-843 a Chauderon hídon, a Gare de Lausanne felé haladva
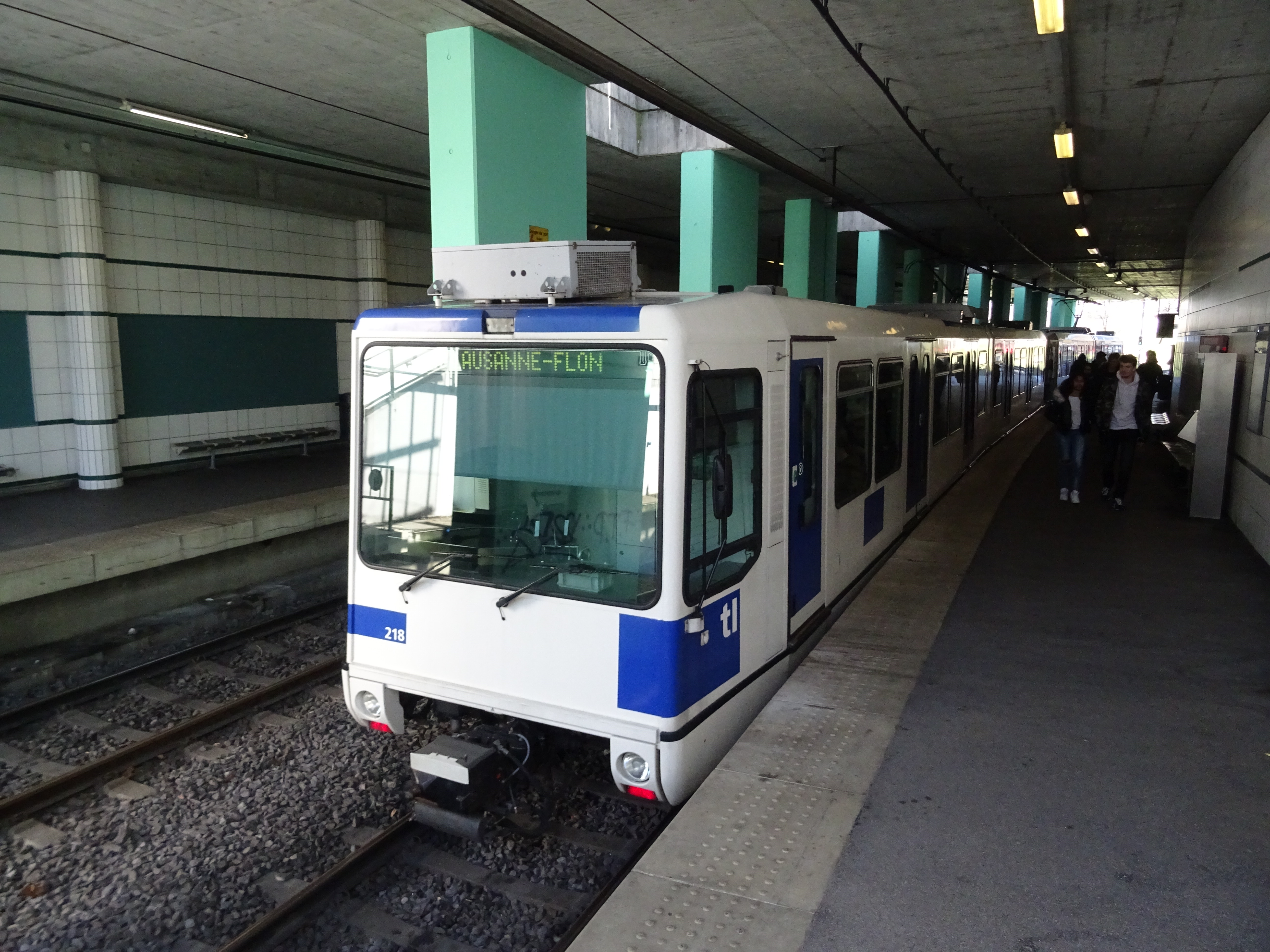
M1 metró

## Fordítás
Ez a szócikk részben vagy egészben  a   Transports publics de la région lausannoise című angol Wikipédia-szócikk ezen változatának fordításán alapul.  Az eredeti cikk szerkesztőit annak laptörténete sorolja fel. Ez a jelzés csupán a megfogalmazás eredetét és a szerzői jogokat jelzi, nem szolgál a cikkben szereplő információk forrásmegjelöléseként.